# Frades de la Sierra
Frades de la Sierra település Spanyolországban, Salamanca tartományban. Frades de la Sierra Guijuelo, Casafranca, Endrinal, La Sierpe, Membribe de la Sierra, Pedrosillo de los Aires és Berrocal de Salvatierra községekkel határos. Lakosainak száma 167 fő (2024).

## Népesség
A település népessége az elmúlt években az alábbi módon változott:
| Lakosok száma | 271  | 257  | 241  | 230  | 221  | 220  | 200  | 183  | 180  | 167  |
|               | 2001 | 2004 | 2007 | 2009 | 2012 | 2014 | 2017 | 2019 | 2022 | 2024 |